# ثواني (مسلسل)
ثواني مسلسل لبناني درامي اجتماعي عرض في يناير 2019

## قصة العمل
تتناول قصة ممرضة شابة اسمها «هنادي» (ريتا حايك) التي تعيش مع إبنها «ريّان»، ووالدها «سبع» (علي الزين)، وخالتها «بدر» (ختام اللحام) في منزل فقير، بعد أن أنفصلت عن زوجها «رائد» (عمار شلق) الذي رفض أن يُطلّقها، بل تزوّج عليها من شابّة تصغره سنّاً، وهو يرفض تقديم أيّ مساعدة لها ولابنه معاً وهو سائق سيارة أجرة ويعاني من ضيق ماديّ، وتضطرّ «هنادي» إلى جانب عملها كممرضة في أحد المستشفيات، للسهر خارج دوامها على بعض المرضى في البيوت، لتتمكّن من مساعدة عائلتها.

## الشخصيات والممثلون
- «لارا» :(ستيفاني عطالله)
- منى (نهلا داوود)
- باسم :(حسن عقيل)
- «سهيل» :(فادي إبراهيم)
- المهندس سامي :(رودريغ سليمان)
- «داني» :(نيكولا مزهر)
- «هنادي»: (ريتا حايك)
- «رائد»: (عمار شلق)
- «بدر »: (ختام اللحام)
- «سبع»: (علي الزين)
- أنور (طوني عاد)
- دعاء (تانيا فخري)
- عبدو ( دوري سمراني)
- هشام (جاد خاطر)

## روابط خارجية
- ثواني على موقع IMDb (الإنجليزية)
- ثواني على موقع قاعدة بيانات الأفلام العربية
- ثواني على موقع كينوبويسك (الروسية)